# Drino analis
Drino analis är en tvåvingeart som först beskrevs av Townsend 1927.  Drino analis ingår i släktet Drino och familjen parasitflugor. Inga underarter finns listade i Catalogue of Life.